# Deustu (metropolitana di Bilbao)
Deustu (fino al 2017 nota come Deusto) è una stazione della linee 1 e 2 della metropolitana di Bilbao.
Si trova sotto Iruña Kalea nell'omonimo distretto di Bilbao.

## Storia
La stazione è stata inaugurata l'11 novembre 1995 con il primo tratto della linea 1.